# Ewa Jarosz
Ewa Jarosz (ur. 11 kwietnia 1963 w Rudzie Śląskiej) – polska pedagog i nauczyciel akademicki, profesor nauk społecznych, pracownik naukowy Uniwersytetu Śląskiego w Katowicach i prorektor tej uczelni w kadencji 2020–2024, specjalistka i autorka publikacji naukowych na temat praw dziecka oraz na temat problemów społeczno-wychowawczych, w latach 2011–2018 społeczny doradca rzecznika praw dziecka.

## Życiorys
W 1987 ukończyła studia na Wydziale Pedagogiki i Psychologii Uniwersytetu Śląskiego. Na tym samym wydziale uzyskiwała kolejne stopnie naukowe w zakresie nauk społecznych: w 1996 doktora (na podstawie pracy pt. Wzory reakcji reprezentantów intencjonalnych środowisk wychowawczych na zjawisko przemocy wobec dzieci), a w 2009 doktora habilitowanego (w oparciu o rozprawę zatytułowaną Ochrona dzieci przed krzywdzeniem – perspektywa globalna i lokalna. W 2020 prezydent RP nadał jej tytuł profesora nauk społecznych.
W 1987 podjęła pracę na macierzystej uczelni, została później adiunktem w Katedrze Pedagogiki Społecznej na Wydziale Pedagogiki i Psychologii. W kadencji 2008–2012 była prodziekanem ds. studiów niestacjonarnych. W pracy naukowej zajęła się zagadnieniami w zakresie diagnostyki pedagogicznej i pedagogiki społecznej.
W latach 2011–2018 była autorką corocznych raportów diagnostycznych na temat społecznych postaw wobec przemocy w wychowaniu. W tym samym okresie pełniła funkcję społecznego doradcy rzecznika praw dziecka.
W latach 2012–2016 była wiceprzewodnicząca Zespołu Pedagogiki Społecznej przy Komitecie Nauk Pedagogicznych Polskiej Akademii Nauk. W 2017 została wiceprezes Stowarzyszenia Pedagogów Społecznie Zaangażowanych. Członkini rad naukowych oraz recenzentka naukowa w czasopismach naukowych.
W lipcu 2018 kilkadziesiąt organizacji pozarządowych oraz przedstawiciele środowiska akademickiego zaproponowali jej kandydaturę na stanowisko rzecznika praw dziecka. W sierpniu została oficjalnie zgłoszona na ten urząd przez grupę posłów Platformy Obywatelskiej, Nowoczesnej oraz PSL. W głosowaniu z 13 września 2018 nie uzyskała wymaganej bezwzględnej większości głosów; za jej kandydaturą głosowało 179 posłów, przeciw 226, a 8 wstrzymało się od głosu.
We wrześniu 2020 objęła funkcję prorektora Uniwersytetu Śląskiego do spraw rozwoju kadry na czteroletnią kadencję.

## Odznaczenia i wyróżnienia
- Nagroda Łódzkiego Towarzystwa Naukowego im. Profesor Ireny Lepalczyk za prace naukowe z zakresu pedagogiki społecznej (2009)
- Nagroda II stopnia Ministra Nauki i Szkolnictwa Wyższego za wybitne osiągnięcia naukowo-badawcze (2010)
- Medal Komisji Edukacji Narodowej (2006)
- Odznaka Honorowa za Zasługi dla Ochrony Praw Dziecka (2018)
- Złota Odznaka Zasłużony dla Uniwersytetu Śląskiego (2018)[4]

## Wybrane publikacje
- Przemoc wobec dzieci. Reakcje środowisk szkolnych, Wydawnictwo Uniwersytetu Śląskiego. Katowice 1998.
- Wybrane obszary diagnozowania pedagogicznego, Wydawnictwo Uniwersytetu Śląskiego, Katowice 2001 (wznawiane).
- Dom, który krzywdzi, Wydawnictwo Naukowe „Śląsk”, Katowice 2001.
- Diagnoza psychopedagogiczna. Podstawowe problemy i rozwiązania (współautor Ewa Wysocka), Wydawnictwo Akademickie „ŻAK”, Warszawa 2006 (wznawiane).
- Międzynarodowe standardy przeciwdziałania krzywdzeniu dzieci, Wydawnictwo Akademickie „ŻAK”, Warszawa 2008.
- Ochrona dzieci przed krzywdzeniem: perspektywa globalna i lokalna, Wydawnictwo Uniwersytetu Śląskiego, Katowice 2008 (wznawiane).
- Dzieci ofiary przemocy w rodzinie. Raport Rzecznika Praw Dziecka. Funkcjonowanie znowelizowanej ustawy o przeciwdziałaniu przemocy w rodzinie (współautor Anna Nowak), Biuro Rzecznika Praw Dziecka, Warszawa 2012.
- Szanować, słuchać, wspierać, chronić. Prawa dzieci w rodzinie, szkole, społeczeństwie, praca zbiorowa pod redakcją (współredaktor z Beatą Dyrdą), Wydawnictwo Uniwersytetu Śląskiego, Katowice 2013.
- Przemoc w wychowaniu. Między prawnym zakazem a społeczną akceptacją. Monitoring Rzecznika Praw Dziecka, Biuro Rzecznika Praw Dziecka, Warszawa 2015.
- Bicie dzieci... czasz tym skończyć. Kontestacja kar cielesnych we współczesnym świecie (współautor Marek Michalak), Biuro Rzecznika Praw Dziecka, Warszawa 2018.